# طريقة سانت ليغو
نظام سانت ليغو (بالإنجليزية: Sainte-Laguë method)‏ هذه الطريقة ابتكرت عام 1910، وهي تقلل من العيوب الناتجة عن عدم التماثل بين عدد الأصوات المعبر عنها وعدد المقاعد المتحصل عليها، هذا العيب الذي تستفيد منه الأحزاب الكبيرة على حساب الأحزاب الصغيرة.

## التطبيق
وقد طبقت هذه الطريقة في صورتها الأولى في النرويج والسويد عام 1951، إذ تستعمل الأعداد الفردية (1، 3، 5، 7....)
وفي مثال الدائرة التي يفترض عدد مقاعدها (6) ستكون القواسم (6)، أي بعدد مقاعد الدائرة، ويكون التوزيع كما يلي:
الكيان: أ؛ عدد الأصوات: 27000
الكيان: ب؛ عدد الأصوات: 23000
الكيان: ج؛ عدد الأصوات: 15000
الكيان: د؛ عدد الأصوات: 7600
الكيان: هـ؛ عدد الأصوات: 7400
وبالقسمة على العامل القاسم الأول والذي هو (1) يكون الكيان أ هو الأول ويحصل على مقعد واحد ونفس الحالة للكيان ب الذي يحصل على المقعد الثاني والمقعد الثالث للكيان ج والرابع للكيان أ وذلك لأنه بجدول القسمة على (3) يكون الناتج 9000 للكيان أ في حين الكيان د و هـ بجدول القسمة على (1) لم يحصل إلا على 7600 و 7400 على التوالي والمقعد الخامس للكيان ب الذي بحسب جدول القسمة على (3) حصل على 7666 لكن المقعد السادس يكون من حصة الكيان د، وهكذا سيحصل الكيان (أ) على مقعدين والكيان (ب) على مقعدين والكيان (ج) على مقعد واحد، والكيان (د) على مقعد واحد، في حين لا يحصل الكيان (هـ) على أي مقعد.

## طريقة سانت ليغو المعدلة
طريقة سانت ليغو المعدل وهي صورة معدّلة لطريقة سانت ليغو، وتطبق بهدف جعل عملية توزيع المقاعد أكثر عدلاً.
وفيها يتم تعديل القواسم لتصبح (1.4، 3، 5، 7، 9....) وتطبق هذه الطريقة حالياً في نيوزيلندا والنرويج والسويد والبوسنة والهرسك حاليا في العراق.

## تطبيق سانت ليغو في العراق
اُعتمد نظام «سانت ليغو» المّعدل في توزيع المقاعد النيابية في العراق، ففي البرلمان العراقي وفي جلسته، ال 33 التي عقدها مجلس النواب اليوم 4 / 11 / 2013، صوّت على الفقرة رقم (14) المتضمنة طريقة توزيع المقاعد على القوائم المتنافسة ضمن قانون الانتخابات العراقي، اعتماد نظام «سانت ليغو» المعدل.
ومما يذكر أن نظام سانت ليغو، كان قد اعتمد في توزيع المقاعد في انتخابات مجالس المحافظات والأقضية والنواحي في 20 / 4 / 2013 .